# USS Princeton (CV-37)
USS Princeton (CV-37) byla letadlová loď Námořnictva Spojených států, která působila ve službě v letech 1945–1970. Jednalo se o devatenáctou postavenou jednotku třídy Essex (devátou ve verzi s dlouhým trupem).
Původně byla pojmenována USS Valley Forge. Její stavba byla zahájena 14. září 1943 v loděnici Philadelphia Naval Shipyard ve Filadelfii. V listopadu 1944 byla přejmenována na USS Princeton podle bitvy o Princeton z americké války za nezávislost, přibližně měsíc poté, co byla potopena lehká letadlová loď USS Princeton (CVL-23). K jejímu spuštění na vodu došlo 8. července 1945, do služby byla zařazena 18. listopadu 1945. V letech 1949–1950 byla odstavena v rezervách, poté sloužila v korejské válce. V roce 1952 došlo k jejímu překlasifikování na útočnou letadlovou loď CVA-37. Podruhé byla její klasifikace změněna o dvě roky později, stala se z ní protiponorková letadlová loď CVS-37. Nakonec byla upravena na vrtulníkovou výsadkovou loď a v roce 1959 přeznačena na LPH-5; v této podobě se zúčastnila také války ve Vietnamu. Roku 1969 asistovala při návratu lodě Apollo 10 zpět na Zemi. Vyřazena byla 30. ledna 1970, roku 1971 byla odprodána do šrotu.